# اقیانوس‌روها
اقیانوس‌روها (نام علمی: Oceanodroma) نام یک سرده از تیره مرغ طوفان است.

## گونه‌ها
- مرغ توفان لیچ Oceanodroma leucorhoa
- مرغ توفان ماتسودایرا Oceanodroma matsudairae
- مرغ توفان کوچک، Oceanodroma microsoma
- مرغ توفان دمگاه‌گوه‌ای، Oceanodroma tethys
- مرغ توفان دمگاه‌نواری، Oceanodroma castro
- مرغ توفان کیپ ورد، Oceanodroma jabejabe
- مرغ توفان مونتیرو، Oceanodroma monteiroi
- مرغ توفان سوئینهو، Oceanodroma monorhis
- مرغ توفان گوادلوپ، Oceanodroma macrodactyla (extinct)
- مرغ توفان تریسترام، Oceanodroma tristrami
- مرغ توفان مارکهام، Oceanodroma markhami
- مرغ توفان سیاه، Oceanodroma melania
- مرغ توفان خاکستری، Oceanodroma homochroa
- مرغ توفان هرنبای or Ringed Storm Petrel, Oceanodroma hornbyi
- مرغ توفان دم‌چنگالی، Oceanodroma furcata